# سنترال کست
سنترال کُست یا ساحل مرکزی (به انگلیسی: Central Coast) ناحیه‌ای واقع در ایالت نیو ساوت ولز در استرالیا می‌باشد که در شمال سیدنی واقع شده است. این ناحیه با جمعیتی در حدود ۳۴۶٬۵۹۶ نفر سومین شهر پر جمعیت در نیو سوات ولز و نهمین شهر پر جمعیت در کشور استرالیا است. از نظر جغرافیایی این ناحیه به وسیله کوه‌ها ء رودخانه و دریاچه محدود شده است.
آب و هوای این ناحیه نیمه گرمسیری و مرطوب است و با تابستان‌های ملایم و زمستان‌های سرد همراه است. در سال‌های اخیر میزان ساخت و ساز در این مکان رو به افزایش گذاشته و به همین واسطه جمعیت هم بیشتر شده است.